# Halimione
Halimione es un género con tres especies de plantas herbáceas perteneciente a la familia Amaranthaceae.

## Especies
| - Halimione pedunculata - Halimione portulacoides - Halimione verrucifera |